# Somos todos inquilinos
Somos todos inquilinos es una película en blanco y negro de Argentina integrada por tres episodios dirigidos por Carlos Torres Ríos, Juan Carlos Thorry y Enrique Carreras sobre el guion de Julio F. Escobar, Manuel Marcial y René Marcial que se estrenó el 24 de mayo de 1954 y que tuvo como protagonistas a Hurtado de Córdoba, Elsa Marval, Juan Carlos Thorry,  Analía Gadé, Inés Fernández y Tito Climent.

## Sinopsis
Primer episodio
Un hombre metódico se cree cercano a morir y comienza a gastar dinero ajeno.
Segundo episodio
Para curar el vicio de su esposo una mujer se convierte en experta en carreras de caballos.
Tercer episodio
Un bailarín y una soprano se molestan mutuamente hasta que se enamoran.

## Reparto
- Tito Climent ... Santiago Fuentes
- Inés Fernández ... Esther
- Guido Gorgatti ... Cacho
- Francisco Pablo Donadío ... Médico
- Mario Baroffio ... Sr. Battaglia
- Roberto Leal
- Rafael Diserio
- Mario Amaya
- Eugenio Nigro
- Juan Latrónico
- Julio Heredia
- Juan Carlos Thorry ... Alberto
- Analía Gadé ... Alicia
- Francisco Álvarez ... Padre de Alicia
- María Luisa Santés ... Madre de Alicia
- Iván Grondona
- Osvaldo Villa
- Guillermo Murray
- Leticia Estrada Cabrera
- Hurtado de Córdoba
- Elsa Marval
- Maruja Roig
- Héctor Ferraro
- Alfonso Pisano
- Noemí Laserre
- Arsenio Perdiguero
- Carlos Mendy

## Comentarios
El comentario de la crónica de El Mundo fue:

”Tres episodios festivos…con el solo objeto de proporcionar un espectáculo amable y entretenido. El primero fue dirigido con conocimiento del oficio. El segundo…es un paso de comedia festiva…. El tercero ha servido para presentar a Hurtado de Córdoba en sus danzas típicas y a la soprano Elsa Narval, unidos con un débil pretexto argumental”